# Экономика Саскачевана
Исторически основой экономики провинции Саскачеван всегда являлось сельское хозяйство, провинцию называли «Хлебной корзиной Канады», одним из её символов являлся элеватор для зерна. Однако со временем доля сельского хозяйства в ВВП провинции стала составлять ~6 %. Правительство Канады поддерживает сельское хозяйство Саскачевана. Кроме производства зерна развито животноводство (на засушливом юго-западе провинции), добыча нефти, газа, калия, урана, лесное хозяйство. Саскачеван является мировым лидером по экспорту калия (Саскатун) и урана. По экономическим показателям, провинция находится на пятом месте в стране, а ВВП провинции достиг (на 2020 год) 82 млрд 552 млн канадских долларов.

## Сельское хозяйство
Сельскохозяйственные угодья Саскачевана по выращиванию зерновых расположены  в центральной низменной области провинции, они составляют 44 % от общеканадских и дают 54 % всей канадской пшеницы. Кроме пшеницы в Саскачеване выращивают рапс, люцерну, ячмень, лен, горчицу, рожь, овес, овощи (картофель, горох, чечевицу).

## Технология
В 1970-х годах экономика Саскачевана начала переход от сельского хозяйства к промышленности. Саскачеван стал крупнейшим производителем биотоплива. Этанол, биодизель и биогаз делают из канолы, ячменя и пшеницы.

## Минералы
Район к северу от озера Атабаска богат залежами урана, которые составляют ~30 % мировых запасов. Крупнейшей не только саскачеванской, базирующейся в Саскатуне, но и канадской и мировой компанией по переработке урана является Cameco. В окрестностях города Флин-Флон добывают медь, золото, цинк. В Эстеване добывают уголь. 75 % мировых запасов калия, использующегося для производства минеральных удобрений, сосредоточено в Саскачеване, в городе Саскатун.